# Skip Spence
Alexander Lee „Skip“ Spence (18. dubna 1946 Windsor, Ontario, Kanada – 16. dubna 1999 Santa Cruz, Kalifornie, USA) byl v kanadě narozený americký zpěvák, kytarista a bubeník. Byl zakládajícím členem skupiny Moby Grape. Krátce byl také členem skupiny Jefferson Airplane jako bubeník a stál u zrodu skupiny Quicksilver Messenger Service. Zemřel dva dny před jeho třiapadesátými narozeninami. Po jeho smrti mu vzdalo hold několik hudebníků na tribute albu More Oar: A Tribute to the Skip Spence Album. Mezi hudebníky byli například Tom Waits, Beck nebo Robert Plant. Autorem obalu k albu je Stanley Mouse.

## Diskografie
- Jefferson Airplane Takes Off (Jefferson Airplane, 1966)
- Moby Grape (Moby Grape, 1967)
- Wow/Grape Jam (Moby Grape, 1968)
- Oar (sólové album, 1969)
- Moby Grape '69 (Moby Grape, 1969)
- 20 Granite Creek (Moby Grape, 1971)
- Omaha (Moby Grape, 1971) − kompilace
- Great Grape (Moby Grape, 1972) − kompilace
- Live Grape (Moby Grape, 1978) − koncertní album
- Murder in My Heart (Moby Grape, 1986) − kompilace
- Vintage: The Very Best of Moby Grape (Moby Grape, 1993) − kompilace
- Crosstalk: The Best of Moby Grape (Moby Grape, 2004) − kompilace
- Listen My Friends! The Best of Moby Grape (Moby Grape, 2007) − kompilace
- The Place and the Time (Moby Grape, 2009) − kompilace
- Moby Grape Live (Moby Grape, 2010) − koncertní album